# Merindad de Cerrato
La Merindad Menor de Cerrato (Meryndat de Çerrato) fue una de las divisiones administrativas de la Corona de Castilla durante gran parte de la Edad Media. Su descripción figura en el libro Becerro de las Behetrías de Castilla, documento redactado para las Cortes de Valladolid de 1351, cuando el estamento de los hidalgos solicitó al rey Pedro I de Castilla la desaparición de las Behetrías mediante su conversión en tierras solariegas.

## Territorio
Esta Merindad cuya cabecera era la villa de Palenzuela abarcaba parte de las actuales provincias de Palencia, Valladolid y Burgos.